# Emoia caeruleocauda
Emoia caeruleocauda este o specie de șopârle din genul Emoia, familia Scincidae, descrisă de De Vis în anul 1892. A fost clasificată de IUCN ca specie cu risc scăzut. Conform Catalogue of Life specia Emoia caeruleocauda nu are subspecii cunoscute.